# A. S. W. Rosenbach
Vista da sepultura.
Abraham Simon Wolf Rosenbach (22 de julho de 1876 - 1º de julho de 1952) foi um colecionador, estudioso e negociante americano de livros e manuscritos raros. Em Londres, onde frequentemente assistia aos leilões da Sotheby's, era conhecido como "O Terror da Sala de Leilões". Em Paris, ele foi chamado de "Le Napoléon des Livres" ("O Napoleão dos Livros"). Muitos outros se referiam a ele como "Dr. R.", um " Barão Ladrão " e "o Maior Livreiro do Mundo".
Rosenbach é creditado por popularizar a coleção de literatura americana em uma época em que apenas a literatura européia era considerada colecionável. Ele também promoveu a ideia de colecionar livros como meio de investimento e publicou vários artigos e livros para aumentar o interesse por livros e manuscritos raros.
Ele comprou e vendeu vários itens ao longo de sua vida, incluindo oito Bíblias de Gutenberg, mais de 30 First Folio de Shakespeare, uma cópia do Bay Psalm Book e os manuscritos de Ulisses e Alice's Adventures in Wonderland. Em 1924 comprou o   Pênis de Napoleão Bonaparte. O total vitalício de suas compras é estimado em mais de $ 75.000.000 em 2019.
Suas contribuições filantrópicas incluem a doação de sua coleção de livros infantis para a Free Library of Philadelphia, estabelecendo o Rosenbach Fellowship in Bibliography na Universidade da Pensilvânia e doando sua propriedade para a Rosenbach Foundation, que estabeleceu o Rosenbach Museum &amp; Library. Rosenbach também esteve intimamente envolvido na fundação da American Jewish Historical Society (fundada em 1892), e sua doação inicial de livros impressos e coisas efêmeras relacionadas à Judaica americana forneceu o núcleo da coleção original de livros raros. A Coleção ASW Rosenbach de Judaica Americana inclui mais de 350 livros e panfletos publicados na América antes de 1850 que se relacionam com os judeus ou suas experiências nas Américas.